# Gonioneura
Gonioneura är ett släkte av tvåvingar. Gonioneura ingår i familjen hoppflugor.
Kladogram enligt Catalogue of Life och Dyntaxa:
| Gonioneura | \| \| Gonioneura asymmetrica \| \| \| \| \| \| Gonioneura exserta \| \| \| \| \| \| Gonioneura spinipennis \| \| \| \| \| \| Gonioneura xinjiangensis \| \| \| \| |
|            | \| \| Gonioneura asymmetrica \| \| \| \| \| \| Gonioneura exserta \| \| \| \| \| \| Gonioneura spinipennis \| \| \| \| \| \| Gonioneura xinjiangensis \| \| \| \| |
|            | Gonioneura asymmetrica |
|            | |
|            | Gonioneura exserta |
|            | |
|            | Gonioneura spinipennis |
|            | |
|            | Gonioneura xinjiangensis |
|            | |